# Frieden von Arras (1414)
Der Frieden von Arras (1414) wurde am 4. September 1414 zwischen den Bourguignons, an deren Spitze der burgundische Herzog Johann Ohnefurcht stand, und den Armagnacs zur Beendigung ihrer kriegerischen Auseinandersetzungen geschlossen. Er bekräftigte für beide Seiten die Einhaltung der Bestimmungen des Friedens von Chartres aus dem Jahr 1409. Der neuerliche Vertrag bewirkte jedoch nur eine vorübergehende Beruhigung der Lage im Bürgerkrieg der Armagnacs und Bourguignons.